# چوهال
چوهال (به انگلیسی: Chohal) یک منطقهٔ مسکونی در هند است که در بخش هوشیارپور واقع شده‌است. چوهال ۷٬۴۳۳ نفر جمعیت دارد.